# Пушистый дятел
Пуши́стый дя́тел (лат. Dryobates  pubescens) — птица, самый мелкий представитель семейства дятловых в Северной Америке. В пределах ареала фоновый вид, нередко встречается на культивируемых ландшафтах и вблизи человеческого жилья. Генетики предполагают близкое родство пушистого и евразийского малого пёстрого дятлов, однако систематика большой группы дятлов, включая пёстрых и трёхпалых, находится в стадии ревизии.

## Описание

### Внешний вид
Мелкий дятел плотного телосложения с коротким, широким в основании и слегка затупленным на конце клювом. Своими размерами сравним с малым пёстрым дятлом, обитающим в Евразии: длина 15—17 см, масса 20,7—32,2 г. Размах крыльев около 30 см. Общая окраска как у пёстрых дятлов: чёрный верх с пёстрым белым рисунком сочетается с белёсым либо серовато-коричневым брюхом. Характерная особенность вида — широкая белая продольная полоса из мягких пушистых перьев на спине, за что дятел приобрёл своё название; остальные перья спины чёрные.

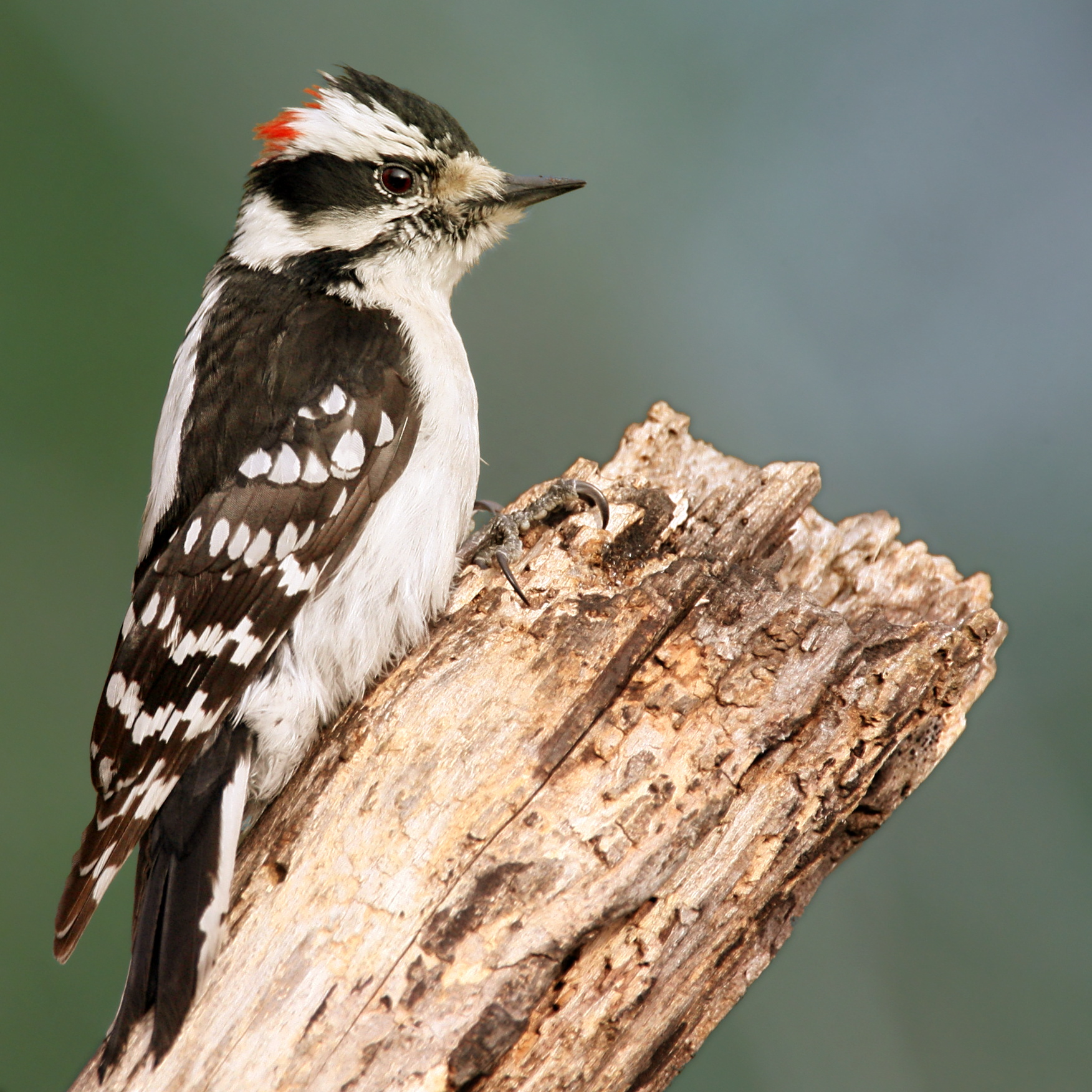
Самец

Голова выглядит полосатой из-за чередования чёрных и белых полос. Лоб и затылок чёрные, у взрослого самца на затылке развито небольшое красное пятно. Чёрная полоса в виде «маски» тянется через глаза от основания клюва на затылок, ещё одна полоса — «усы» — от основания клюва к боковой части шеи (последняя может быть размыта возле клюва). В промежутках между чёрными полосами перья головы белые. Кроющие крыла чёрные с достаточно крупными белыми предвершинными пятнами, маховые чёрные с белым крапчатым рисунком на внешних опахалах и белыми полосками на внутренних. Хвост чёрный, однако крайняя пара рулевых имеет белую каёмку по внешнему краю.
Красная отметина на затылке — единственное внешнее отличие взрослого самца от самки. Молодые птицы обоего пола схожи со взрослой самкой, однако тёмные участки оперения у них выглядят более бледными, с буроватым оттенком, а светлые наоборот более грязными, сероватыми. В пределах ареала пушистого дятла можно спутать с волосатым дятлом, имеющим схожий окрас оперения. В сравнении этих двух видов пушистый дятел выглядит заметно мельче и с гораздо более коротким клювом. Такое же отличие применимо между самками пушистого и трёхпалого дятлов; кроме того, у этих двух видов различные места обитания и вокализация. Наконец, у нутталова и техасского дятлов вся спина выглядит полосатой чёрно-белой, тогда как у пушистого спина чёрная с белой продольной полосой.

### Голос
Как и у большинства видов пёстрых и трёхпалых дятлов, голосовая активность пушистого дятла приходится на предбрачный и брачный периоды, однако с началом насиживания сходит на нет. Все звуки, издаваемые пушистым дятлом, не очень громкие, но резкие и высокие. Обычная позывка — односложный крик «пик», в случае тревоги повторяемый несколько раз. Иногда издаёт серию звуков, продолжающуюся око 2 сек и затухающую на конце: «пиит..пиит..пиит..пит..пит..пиит». Барабанная дробь короткая, но может повторяться 10—15 раз в минуту.

## Распространение

### Ареал

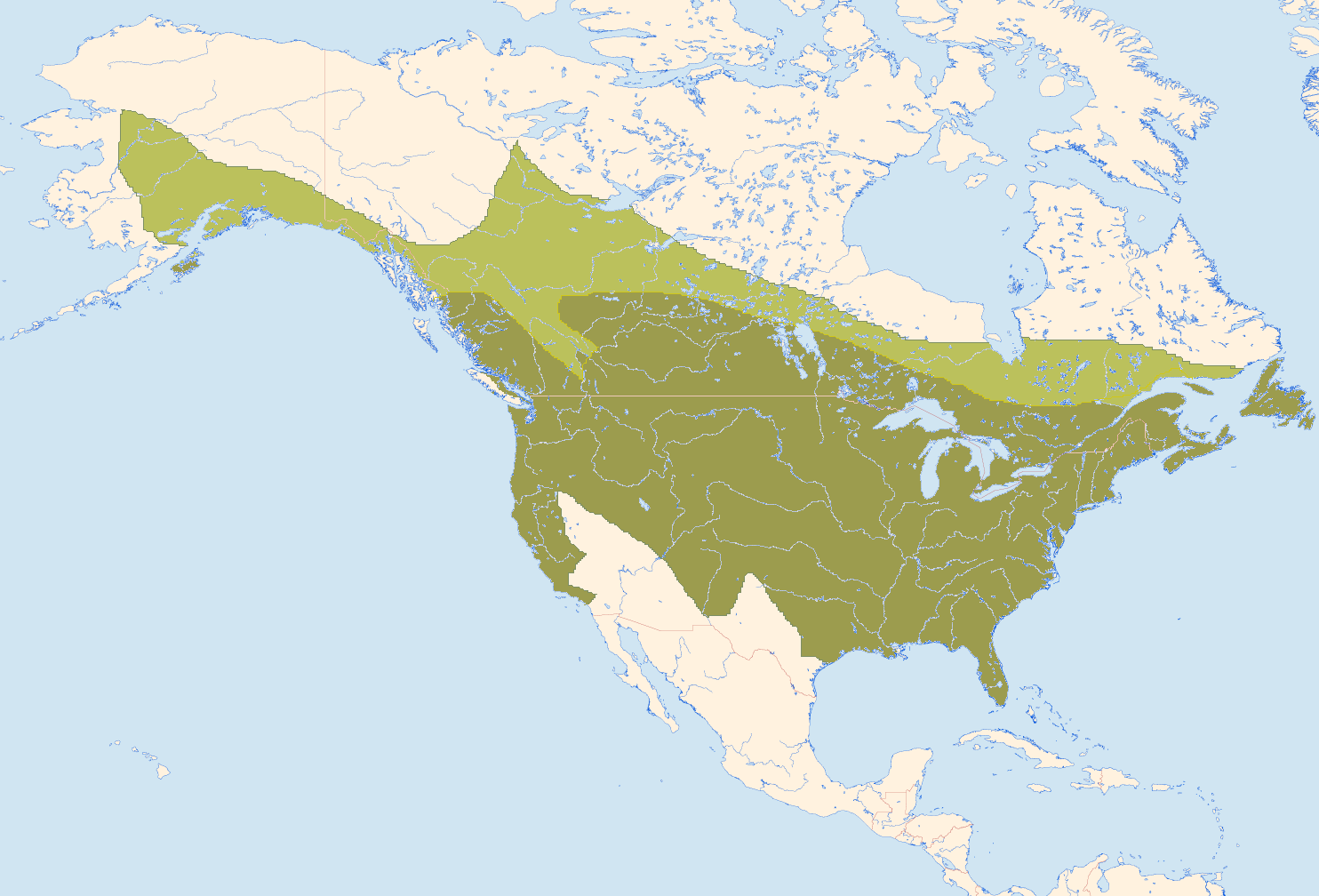
Светло-зелёным цветом выделен участок ареала, в котором птицы более склоны к зимним кочёвкам

Пушистый дятел гнездится в полосе лесов Северной Америки, где его область распространения ограничена двумя государствами — США и Канадой. Северная граница ареала проходит приблизительно по границе тайги и лесотундры через юго-восточную часть Аляски, верховья Маккензи, провинции Альберта и Саскачеван, южную часть Квебека и Ньюфаундленд. Южная граница гнездовий пролегает вдоль южной границе лесов через южные штаты США: южную Калифорнию, северную Аризону, северный Нью-Мексико, Оклахому, Техас и Флориду, где выходит на побережье Мексиканского залива.
В большинстве случаев ведёт оседлый образ жизни, однако в поисках корма в зимний период может совершать локальные кочёвки. Готовность к таким перемещениям возрастает на северной периферии ареала, где зимы особо холодные, однако и в этом случае миграция редко превышает 1000 км.

### Места обитания
Населяет различные типы лесов, отдавая предпочтение лиственным, особенно с участием ивы, берёзы и тополя, а также участках с густым подростом. В зрелых лесах и участках с большим количеством больных и погибших деревьев не встречается. В смешанных типах леса селится преимущественно там, где произрастает тсуга. Хвойные леса выбирает менее охотно, но иногда селится на гарях — особенно там, где появляются молодые деревья либо имеются островки из лиственных пород деревьев. Темнохвойную тайгу избегает. В полузасушливых южных и юго-западных частях ареала селится в долинах рек с зарослями кустарников. Обычен на культивируемых ландшафтах в садах и парках, как правило там, где высаживают кустарниковую растительность. В западной части ареала гнездится на высоте до 1860—2750 м над уровнем моря.

## Питание
Около 75 % рациона составляют насекомые и другие беспозвоночные, из которых около трети составляют жуки-короеды из рода заболонники и муравьи. Также употребляют в пищу пауков, полужесткокрылых, двукрылых, перепончатокрылых, гусениц и кузнечиков. Начиная со второй половины лета вырастает доля растительных кормов: птицы питаются различными ягодами, в том числе бузиной красной пушистой (Sambucus pubens), семенами и орехами. Наконец, дятлы охотно посещают птичьи кормушки.
Корм чаще всего добывает на невысоких деревьях и кустарниках с гладкой корой и диаметром ствола не более 25 см, живых или погибших, а также на поваленной древесине. Охотно исследует древесную растительность, уничтоженную в результате лесных пожаров. На крупных деревьях, а также деревьях с толстой морщинистой корой чаще всего кормится в зимнее время года.

## Размножение

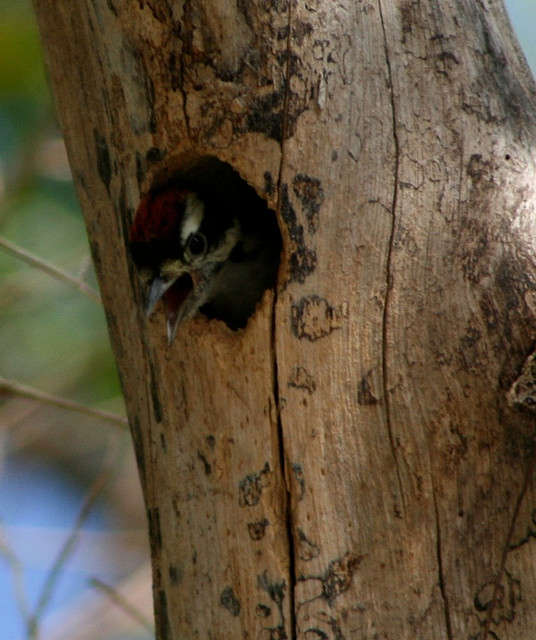
Птенец, высунувшийся из дупла

К размножению приступает к концу первого года жизни. Образование пар, по всей видимости, происходит в период с января по март, когда птицы наиболее возбуждены. Как и многих других видов дятлов, брачная активность проявляется в частых криках и барабанной дроби обоих полов. Ввиду приверженности к одному участку в случае изобилия корма многие пары возобновляют партнёрство, прерванное по окончании предыдущего сезона.
Дупло устраивается в стволе или боковой ветви мёртвого дерева, либо по крайней мере в мёртвой его части, активно поражённой грибком. Как правило, выбираются лиственные породы с не очень широким стволом — осина, берёза и др. Иногда птицы устраивают гнездо в телеграфных столбах и других искусственных сооружениях. Место для дупла обычно выбирает самка; выдалбливанием занимаются поочерёдно обе птицы пары в продолжение 13—20 суток. Высота дупла над поверхностью земли обычно составляет от 3,5 до 9 м, нередко оно расположено в нескольких сантиметрах книзу от обрубленного конца ствола. Откладка яиц в южной части ареала в апреле — мае, в северной в мае — июне. В кладке, как правило, 3—6 (в среднем 4,8) белых блестящих яиц, но в северной части может быть и больше — до 7-и штук.
Насиживают обе птицы поочерёдно — в начале примерно в равной степени, а к концу инкубации больше самец. Голые и слепые птенцы синхронно появляются на свет на 12-е сутки после начала насиживания. Первые четыре дня в гнезде неотлучно находится один из родителей, обогревая потомство и выбрасывая из него выделения. В возрасте 20—23 дней птенцы покидают гнездо, однако ещё в течение около трёх недель держатся возле родителей, которые подкармливают их время от времени и предупреждают о приближении опасности.

## Систематика
Систематическое положение пушистого дятла, как и целой группы других видов дятлов, находится в стадии ревизии. В настоящее время в большинстве источников описываемый вид относят к роду Picoides, для которого сложилось русскоязычное название трёхпалые дятлы (это название не отражает особенности пушистого дятла, у которого традиционно 4 пальца). Часть авторов, в частности Евгений Коблик, относят всех четырёхпалых дятлов c со схожим пёстрым чёрно-белым оперением к роду Dendrocopos, считая перенос их в Picoides неоправдянным.
Генетические исследования ДНК, проведённые в 2002 году специалистами Уэйнского государственного университета (Wayne State University, Детройт, США), показали близкую родственную связь пушистого дятла с евразийским малым пёстрым дятлом и двумя неарктическими видами — техасским и нутталовым дятлами. Остальные виды, относящиеся к Dendrocopos и Picoides, продемонстрировали по отношению к пушистому дятлу значительно более дальнюю родственную связь. В южной части ареала, где пушистый дятел симпатричен с техасским и нутталовым дятлами, встречаются бесплодные гибридные формы с этими двумя видами.
Выделяют 7 подвидов:
- Dryobates pubescens glacialis Grinnell, 1910
- Dryobates pubescens medianus (Swainson, 1832)
- Dryobates pubescens fumidus Maynard, 1889
- Dryobates pubescens gairdnerii (Audubon, 1839)
- Dryobates pubescens turati (Malherbe, 1860)
- Dryobates pubescens leucurus (Hartlaub, 1852)
- Dryobates pubescens pubescens (Linnaeus, 1766)